# Evanophanes insignis
Evanophanes insignis är en nattsländeart som beskrevs av Banks 1940. Evanophanes insignis ingår i släktet Evanophanes och familjen husmasknattsländor. Inga underarter finns listade i Catalogue of Life.

## Bildgalleri

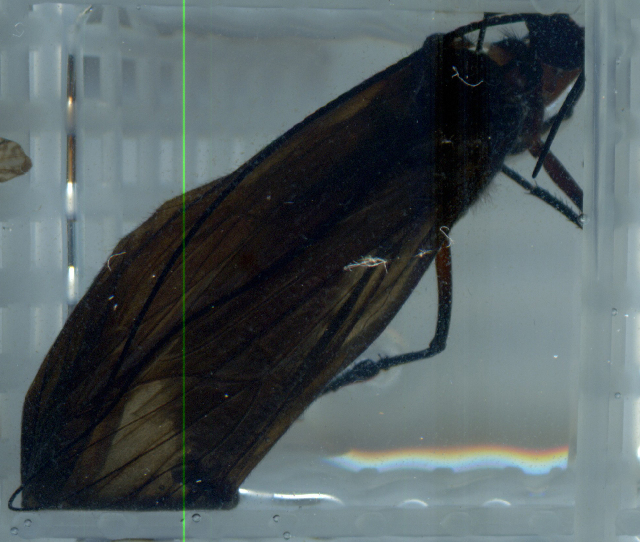